# Walter (1912–1951)
 Walter de Souza Goulart (ur. 17 lipca 1912 w Rio de Janeiro, zm. 13 listopada 1951) – brazylijski piłkarz grający na pozycji bramkarza.

## Kariera klubowa
Walter karierę piłkarską rozpoczął w 1931 roku w klubie Andarahy. Następne dwa lata spędził w Cocotá. W przeszedł do Amériki Rio de Janeiro w której grał do 1936. Z Ameriką zdobył mistrzostwo stanu Rio de Janeiro – Campeonato Carioca w 1935. W 1936 roku krótko grał w Santosie FC, skąd przeszedł do Bangu AC. W 1938 roku przeszedł do lokalnego rywala CR Flamengo, w którym zdobył mistrzostwo stanu Rio de Janeiro – Campeonato Carioca w 1939 roku. Ostatnie dwa lata kariery spędził w CR Vasco da Gama i Américe, w której zakończył karierę w 1943 roku.

## Kariera reprezentacyjna
Walter pojechał z reprezentacją Brazylii do Francji na mistrzostwa świata podczas których 12 czerwca 1938 roku zadebiutował w reprezentacji Brazylii w pierwszym ćwierćfinałowym meczu z reprezentacją Czechosłowacji. Wystąpił również w powtórzonym meczu ćwierćfinałowym z reprezentacją Czechosłowacji, który został rozegrany 14 czerwca w Bordeaux oraz półfinałowym z reprezentacją Włoch. Był to zarazem trzeci i ostatni jego mecz w barwach canarinhos.